# 2010년 서울 G20 정상회의

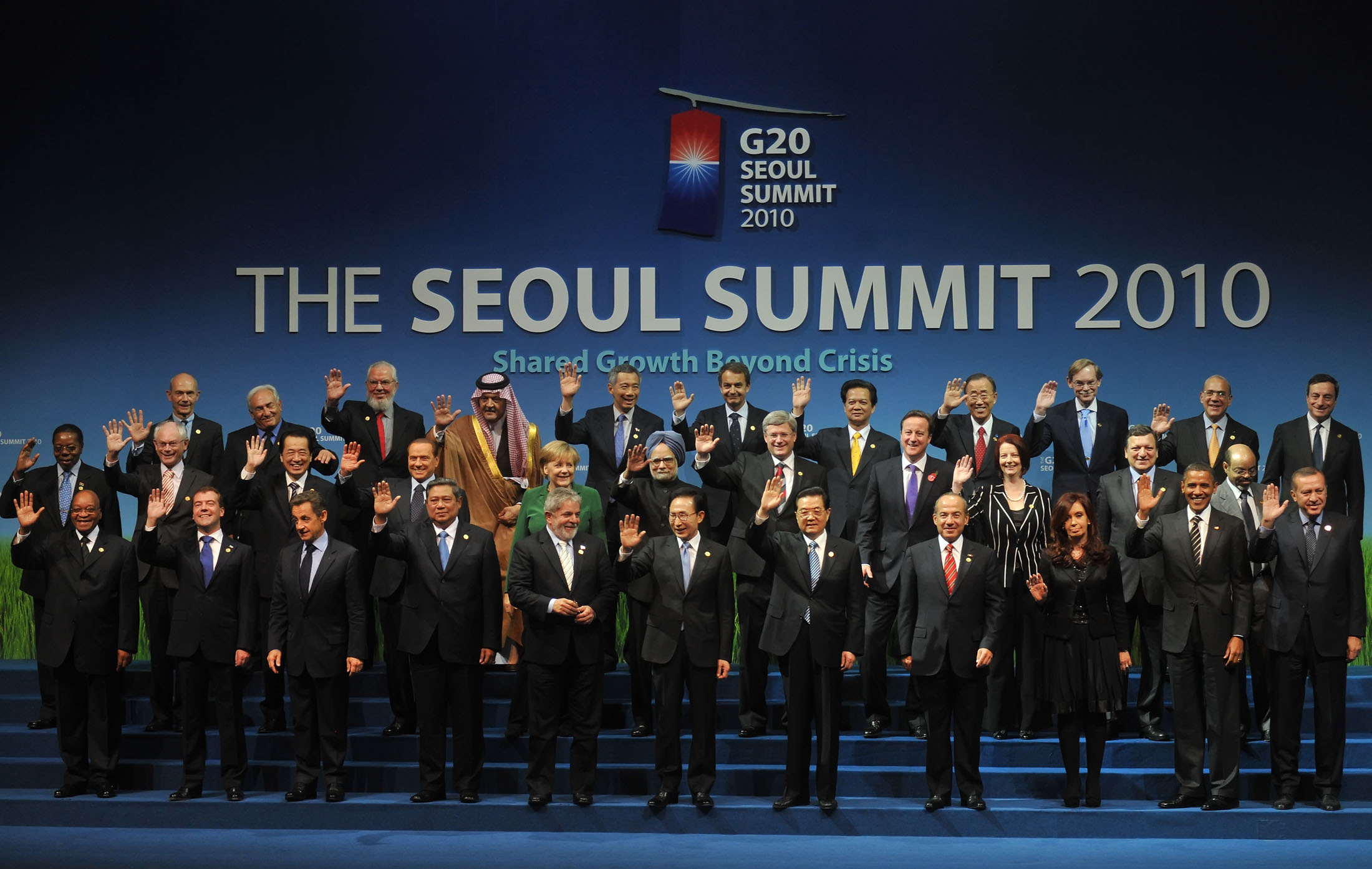
2010년 서울 G20 정상 회의에 모인 세계 각국 정상들

2010년 서울 G20 정상회의(영어: 2010 G-20 Seoul summit)는 G20의 정상들이 모이는 다섯 번째 모임이다. 회의의 주제는 금융 시장, 세계 경제에 관한 것이었다. 2010년 11월 11일 ~ 12일 아시아 최초로 대한민국 서울에서 열렸다.

## 준비

### 자원봉사자 모집
서울특별시에서는 G20 정상회의 기간 동안 외국인들을 안내할 시민 자원봉사자를 모집하였다. 모집 된 인원들은 11월 8일부터 13일까지 자원봉사단은 G20 정상 회의 기간 동안 각국 참가자와 외국인 방문자들의 숙소별 종합 안내, 관광 및 문화 행사 안내, 지하철 등 대중교통 이용 안내 등을 지원하였다.

### 교통
회의 기간 중 이틀 간 회의가 열리는 삼성동 주변에 대한 교통 통제가 강화되었다. 서울특별시 전역에는 자동차 2부제(홀짝제)가 실시되었으며, 코엑스 일대 일반 차량의 진입은 전면 차단되었다. 지하철 2호선 삼성역 역시 코엑스와 연결된 구조적 특성 때문에 정상회의 둘째날 오전 삼성역을 지나는 지하철을 모두 무정차 통과시켰다. 또한 코엑스 블럭 내부로의 접근은 삼성역쪽 연결 게이트 외에는 모두 차단 봉쇄 되었다.

## 참가국
| 구성국            | 구성국            | 참여자                              | 명칭              |
| ----------------- | ----------------- | ----------------------------------- | ----------------- |
| G20 공업화 국가   |                   |                                     |                   |
| 남아프리카 공화국 | 남아프리카 공화국 | 제이컵 주마                         | 대통령            |
| 대한민국          | 대한민국 (개최국) | 이명박                              | 대통령            |
| 독일              | 독일              | 앙겔라 메르켈                       | 연방수상          |
| 러시아            | 러시아            | 드미트리 메드베데프                 | 대통령            |
| 멕시코            | 멕시코            | 펠리페 칼데론                       | 대통령            |
| 미국              | 미국              | 버락 오바마                         | 대통령            |
| 브라질            | 브라질            | 루이스 이나시우 룰라 다 시우바      | 대통령            |
| 사우디아라비아    | 사우디아라비아    | 압둘라 빈 압둘아지즈 알사우드       | 국왕              |
| 아르헨티나        | 아르헨티나        | 크리스티나 페르난데스 데 키르치네르 | 대통령            |
| 영국              | 영국              | 데이비드 캐머런                     | 총리              |
| 오스트레일리아    | 오스트레일리아    | 줄리아 길라드                       | 연방총리          |
| 유럽 연합         | 유럽 위원회       | 조제 마누엘 바호주                  | 집행위원장        |
| 유럽 연합         | 유럽 이사회       | 헤르만 판 롬파위                    | 유럽 이사회 의장  |
| 인도              | 인도              | 만모한 싱                           | 총리              |
| 인도네시아        | 인도네시아        | 수실로 밤방 유도요노                | 대통령            |
| 일본              | 일본              | 간 나오토                           | 내각총리대신      |
| 중화인민공화국    | 중화인민공화국    | 후진타오                            | 주석              |
| 캐나다            | 캐나다            | 스티븐 하퍼                         | 총리              |
| 튀르키예          | 터키              | 레제프 타이이프 에르도안            | 총리              |
| 프랑스            | 프랑스            | 니콜라 사르코지                     | 대통령            |
| 초대 국가         |                   |                                     |                   |
| 나라              | 나라              | 참여자                              | 명칭              |
| 말라위            | 말라위            | 빙구 와 무타리카                    | 대통령            |
| 베트남            | 베트남            | 응우옌떤중                          | 총리              |
| 에티오피아        | 에티오피아        | 멜레스 제나위                       | 총리              |
| 스페인            | 스페인            | 호세 루이스 로드리게스 사파테로     | 총리              |
| 싱가포르          | 싱가포르          | 리셴룽                              | 총리              |
| 국제 기구         |                   |                                     |                   |
| 국제 기구         | 국제 기구         | 참여자                              | 명칭              |
|                   | 국제 노동 기구    | 후안 소마비아                       | Head              |
| 유엔              | 국제 연합(UN)     | 반기문                              | 사무총장          |
|                   | 국제 통화 기금    | 도미니크 스트로스 칸                | Managing Director |
|                   | 금융안정포럼      | 마리오 드라기                       | Chairman          |
|                   | 동남아 국가연합   | 수린 피츠완                         | Secretary General |
| 응우옌떤중        | 동남아 국가연합   | Chairman                            |                   |
|                   | 세계 무역 기구    | 파스칼 라미                         | Director-General  |
|                   | 세계은행 그룹     | 로버트 졸릭                         | 회장              |
|                   | 아프리카 연합     | 빙구 와 무타리카                    | Chairman          |
|                   | NEPAD             | 멜레스 제나위                       | Chairman          |
|                   | OECD              | 호세 앙헬 구리아                    | Secretary-General |

- 1: 개최국

## 안전
아래와 같은 기관들이 회의의 보안을 담당했다.
- 경찰청
- 대통령경호실
- 대한민국 국가정보원
- 대한민국 국방부
- 대한민국 행정안전부

## 유치 의의 및 기대효과
대한민국은 2010년 11월 세계에서 가장 영향력있는 G20 정상회의 개최국과 의장국을 겸함으로써 아시아의 변방에서 벗어나 세계의 중심국가로 도약하게 되었다. 즉 회의 개최뿐만 아니라 의제설정, 토론, 결론 도출에 이르는 전 과정에서 주도적인 역할을 맡아 다양한 영향력을 행사할 수 있게 되었다. 세계 경제질서의 남들이 짜놓은 국제질서 속에서 기존의 수동적인 역할에서 벗어나 주도적으로 새로운 판을 짜는 나라가 된 것이다. 이명박 대통령은 G20 정상회의 특별기자회견에서 “세계 주요정상들이 피츠버그 정상회의에서 G20을 글로벌 거버넌스의 ‘최상위 협의체’로 선언했다”며 “G20이 세계 질서의 구심점으로 경제뿐 아니라 에너지, 자원, 기후변화, 기아, 빈곤 등 글로벌 이슈를 논의하는 핵심기구가 될 것”이라고 소개했다. 이 대통령은 이 같은 G20정상회의를 아시아 국가로는 처음으로 개최하는 것은 글로벌 경제위기 극복을 위한 국제공조 체제에서 대한민국이 선도국의 위치를 재확인했다는 의미가 있다고 역설했다. 경제에 미칠 파급효과도 역대 회의보다 클 전망이다. 대외경제정책연구원은 2005년 APEC 정상회의의 경제적 효과를 4천7백억∼6천7백억원으로 분석한 바 있다. 또 지난 6월 한·아세안 특별정상회의가 열린 제주도는 1만명 이상의 고용유발 효과와 2천6백억원 이상의 홍보효과를 거둔 것으로 추정했다. 전 세계 국내총생산의 85퍼센트를 차지하고 있는 G20 국가의 경제적 위상을 생각하면 앞서 국내에서 열린 국제 정상회의보다 훨씬 큰 직접적 효과가 있을 것으로 전망된다.
그러나 논란도 있다. 정부는 "서울 G20 정상회의와 기대효과"라는 제목의 보고서를 발간했다. 이 보고서에는 G20 정상회의를 개최하는데 따른 직접 효과만 1023억원에 이른다고 되어 있으며이 금액은 참가자들의 체류비 490억원과, 부가가치 533억원을 더한 금액이다. 간접 효과는 21조 4553억원~24조 5373억원에 이른다고 되어 있다. G20 정상회의를 통해 한국의 브랜드 가치가 높아져서 수출 증대 효과가 기대된다는 것이다. 이러한 연구 결과의 가장 큰 근거중 하나는 외국인을 상대로 한 여론조사인데, 한국에 대한 긍정적인 이미지가 G20 정상회의 개최 이전에 비해서 18% 높아졌다는 것이다.이 설문조사 단 하나만으로 21조원에서 24조원의 경제효과가 창출된다는 결론을 내놓은 것이다.삼성경제연구소 관계자는 'G20개최 -> 국가 브랜드 상승 -> 기업 브랜드 상승 -> 수출 증대'라는 논리의 과정을 설명했다. 삼성경제연구소는 이러한 경제적 효과는 일자리 11만2천개, 소나타 100만개 수출과 맞먹는 경제효과라고 주장했다. 그러나 대한민국보다 5개월 먼저 회담을 개최한 캐나다 폴라리스 연구소 토니 클라크 소장은 "(경제 효과가 발생하는)증거를 본적이 없다"고 잘라 말했다. 그는 이어 "즉각적인 증거는 대부분의 호텔이 손님으로 꽉찼고 식당에도 손님이 많았고 택시도 바빴지만 며칠에 불과했다"라고 말했다. 실제로 토론토 대학교에서 G20으로 인한 경제 효과를 분석한 결과 1049억원에서 1485억원의 경제 효과가 기대된다는 연구 결과를 발표한바 있었다. 이는 대한민국의 삼성경제연구소가 발표한 21조 5576억원의 경제 효과와, 한국무역협회에서 450조원에 달하는 경제 효과가 기대된다는 발표와 차이가 매우 컸다. 경제의 미래에 대한 전망은 매우 어려운 것으로, 이러한 경제효과 분석은 차후 정책에 참고할만한 수준으로 시용해야 하며, 무리하게 정책 홍보용으로 사용하고 있다는 지적이 제기되었다. 또한 G20으로 인한 경제효과가 한미 FTA의 20배에 달한다는 연구 결과도 설득력이 부족하며 과장되었다는 지적이 제기되기도 했다.
세계 입법부 수장들이 서울에 집결한 주요20개국 국회의장 회의가 5월 19일부터 20일까지 `지구촌 안전'과 `동반성장'에 대한 공감대를 확인하고 이틀간의 일정을 마무리했다. 이번 서울 회의는 인류 안전을 위협하는 테러, 기후변화, 자연재해 등에 대한 국제적 공동대처 노력을 `의회 외교' 차원으로 확장시켰다는 평가를 받고 있다. 다른 국제기구도 이미 이 같은 이슈를 다루고 있으나 서울회의를 통해 국회의장 간에도 협력을 강화키로 함으로써 입법화, 제도화를 통한 실행력을 한층 끌어올렸다는게 성과로 꼽히고 있다. 서울회의는 공동선언문에서 자연재해가 지구촌의 안전에 미치는 위협이 점증하는만큼 공동의 예방과 구호노력 체계를 구축할 필요가 있다는데 인식을 같이했다. 특히 일본 원전사고를 계기로 국제사회에 기존의 원자력 안전기준을 재검토할 것을 요구하면서 원자력 안전, 정보교환, 대처능력 구축, 비상체계에 관한 국가간 협력을 강화하는데 노력하기로 했다. 테러와 관련해서는 "어떤 목적을 위해 저질렀던지 우리는 어떤 형태의 테러에 대해서도 반대한다"는 점을 분명히 했다. 나아가 테러는 물론 해적행위 같은 새로운 안보위협의 대처에 국제사회가 함께 노력할 것을 촉구했다. 2010년 6월 캐나다 토론토, 11월 대한민국 서울 2011년 프랑스 칸에 이어 2012년에는 사우디아라비아에서 회의가 열렸다.

## 평가
주최측인 대한민국 정부는 각국 정상들의 경호와 신변 안전에 가장 큰 노력을 기울였고, 안전을 위협할만한 사건은 발생하지 않았다. 곳곳에서 한국인을 비롯해 외국인들이 참가한 G20 반대 집회가 열리기는 했으나, 경찰과 충돌하지는 않았다. 이전에 영국 등에서 열렸던 G20 정상회담의 반대 집회에서 사상자가 100명 이상 발생한것과 대조적인 것으로, 성숙한 집회였던 것으로 평가된다. 또한 회의 며칠 전부터 회의 당일에 극심한 교통 체증이 일 것이란 언론들의 보도가 일던 가운데 정부는 자율적 2부제를 시행하였고, 시민들은 자발적으로 대중교통을 이용하여 서울 강남 일대 교통량이 15%가량 줄어들어 심각한 교통체증을 빚지는 않았으나, 일부 좁은 도로에서 각국 정상이 이동시에 도로가 차단되어 체증은 있었다. 코엑스 상가들과 극장도 자진 휴업하는 등 협조했다.
핵심 의제였던 환율 문제는 어느정도 해결되었다는 평가가 지배적이다. 각국은 환율절상을 통해 수출증대를 계획하여 갈등을 빚었으나 결국 시장경제에 맡기자는 결론에 합의했다. 그러나 경제규모 1,2위에 해당하는 미국의 오바마 대통령과, 중국의 후진타오주석이 환율 문제와 관련해서 신경전을 벌이는 모습을 보이기도 해 논란의 여지를 남기기도 했다.
이 외에도 전 세계 GDP의 85%를 차지하는 G20국가들이 개발도상국을 지원하고, 경제위기를 예방하는 방안을 합의하는데도 성공했다고 G20 정상회의 의장인 이명박이 밝히기도 했다.
회의가 끝난 이후 대한민국 정치권의 반응은 엇갈렸다. 민주당은 '성과가 없었다'며 폄하했고, 한나라당은 "가슴 벅찬 시간이었다"라고 극찬했다.

### 해외언론 평가
G20 정상회의가 정례화되고 대한민국이 차기 개최지로 결정된 것과 관련 미국의 블룸버그와 프랑스의 AFP통신 등은 “대한민국이 국제사회 주도국의 하나로 중점 부각될 것”이라고 전망했다. 또 영국의 파이낸셜타임즈 신문은 “새로운 조직이 경제의 리더십을 장악했다”고 보도했으며 중국의 신화통신도 “국제금융 구도에서 권력관계 변화를 의미하는 중대한 전환”이라고 평가했다. 이밖에 중국의 인터넷뉴스 포털 환구망(環球網)은 “대한민국은 G20 정상회의 의장국이자 주최국으로서 글로벌 논의의 중심에 서게 되었으며, 대한민국의 높아진 국제적 위치가 반영된 것”이라고 보도했다.

## 사건·사고 및 논란

### 환율조작국 논란
그러나 대한민국을 환율조작국으로 지명하는 예가 있어서 서울 G20 정상회의를 비판하는 경우가 있다. 이어서 이명박 대통령은 정상회의에 대해서 "대한민국은 테러 대상 국가도 아니고... 테러 대상이 될 수 없다"라고 말하였다.

### 과잉홍보 논란
공영방송인 KBS에 의해 과도한 G20 홍보가 이루어지고 있다는 지적이 일고 있으며 그 효과 또한 과장되었다는 지적이 제기되었다. 실제로 정부에서는 G20 정상회의를 성공적으로 개최하기 위해서 노력하고 있는데 대해 외신들은 "공무원들에게 본연의 업무 대신 거리 청소를 시키고 일곱살배기 어린이들은 경제학을 공부한다. 한국 정부가 G20회의를 위해 시민들을 동원하고 있다"라고 비꼬기도 했다. 김태동 성균관대 경제학부 교수는 "G20은 앞으로 7~8년이면 20개 나라 모두가 한 차례씩은 개최할 터인데, 공무원을 동원해 길거리의 껌을 제거하는 나라는 한국 뿐일 것"이라며 "대통령과 이 정부 역대 기획재정부 장관 모두 환율이 어떻게 움직이는지 제대로 모르는데, 왜 초등학생까지 환율전쟁 숙제로 고생하여야 하는지 분통이 터진다"라고 비판했다.

### 기타
또한 음향대포 도입도 논란이 되었다. 음향대포는 청각에 문제를 일으킬 수 있는 140dB 이상의 큰 소리를 내며 두뇌에도 이상을 일으킬 수 있다는 우려가 제기되어 시위 진압도구 중에 가장 큰 논란의 중심에 있다. 또한 G20을 계기로 야간집회금지 법안을 통과시키려는 데 대한 국민 탄압 비판도 제기되었다. 민주당은 이를 저지하겠다고 밝힌바 있으며 2010년 7월 1일, 헌법재판소에 의해 집시법이 헌법불합치라는 결정이 내려진 이후 200여회 이상의 집회가 있었지만, 폭력집회는 그중 단 한건도 없었다며 과도한 시위 진압을 하려 하고 있다고 비판했다. 이에 더 나아가 입국하는 외국인들에게 '집회에 참가하면 처벌받는다'는 내용의 전단을 배포하여 외국인들이 불쾌감을 보이기도 했다. 이 외에도 G20 정상회의 홍보 포스터에 쥐 그림을 그려넣은 사람에게 구속영장을 무리하게 신청하여 기각된 사안이나, G20 정상회의 기간 동안 음식물 쓰레기 배출을 자제해달라고 공고를 보내거나, 정화조 차량 통행을 금지시켜 사실상 대변을 보지 말라는 것 아니냐는 논란을 빚기도 했으며 대학교내 G20 서울 정상회의 관련 토론을 하지 못하게 하는 등 무리한 준비를 요구하여 물의를 빚기도 했다. 이중 음식물 쓰레기 배출 자제는 논란을 빚자 철회했다. 정상회의를 준비하는 동안 검찰의 현역의원에 압수수색에 차질이 있었다. 경찰청의 시위자를 즉각 검거하는 뜻으로 경찰특공대 대원 10만명과 장갑차의 삼엄한 분위기와 코엑스의 검문이 일반 주민에게 불편을 주었다.
아르헨티나의 대통령이었던 네스토르 키르치네르가 이 회의가 개최되기 1개월 전에 지병으로 사망했다. 이에 따라 그 배우자이자 이 당시 아르헨티나의 대통령이던 크리스티나 페르난데스는 우울한 모습으로 회의에 참석했다.
전 아프리카TV 비제이인 진워렌버핏이 회의장에 난입해서 "김이브님, 결혼해 주세요!"라고 외쳤다가 진행요원들에게 저지당하기도 했다.

### 대학수학능력시험 연기
이외에도 2011학년도 대학수학능력시험 시행일이 11월 11일에서 11월 18일로 늦추어졌다.

### G20 부속회의 유치 시도 및 개최지
2009년 11월 27일 경상북도청은 “경주는 세계가 인정한 역사문화 도시인 만큼 주요 20개국 관계자들에게 대한민국의 참모습을 보여 줄 최적지”라며 “재무장관 회의를 비롯한 G20 부속회의 유치에 적극 나서기로 했다”고 밝혔다. 특히 경주는 1992년 영국의 찰스 왕세자 부부의 방문, 1993년 한일 정상회담, 2005년 한미 정상회담 등 국빈 행사가 많았고 뛰어난 숙박시설과 국제 수준의 컨벤션 시설까지 갖추고 있다고 덧붙였다.
경상북도청의 한 관계자는 “2010년 G20 정상회의를 잘 활용하면 경상북도의 브랜드 가치를 더욱 높이고 선진문화를 정착시키는 좋은 계기가 될 것”이라며 “재무장관 회의를 유치하는 데 총력을 기울이겠다”고 말했다.
| 권역   | 개최기간                   | 개최도시         | 개최회의                        | 비고 |
| ------ | -------------------------- | ---------------- | ------------------------------- | ---- |
| 수도권 | 2010년 2월 27일~2월 28일   | 인천광역시(송도) | G20 재무차관·중앙은행부총재회의 |      |
| 영남권 | 2010년 6월 3일~6월 5일     | 부산광역시       | G20 재무장관·중앙은행총재회의   |      |
| 수도권 | 2010년 7월                 | 서울특별시       | sherpa회의                      |      |
| 호남권 | 2010년 9월 4일~9월 5일     | 광주광역시       | G20 재무차관·중앙은행부총재회의 |      |
| 영남권 | 2010년 10월 21일~10월 23일 | 경주시(경상북도) | G20 재무장관·중앙은행총재회의   |      |
| 충청권 | 2010년 10월 11일~10월 13일 | 부여군(충청남도) | ※ T20 관광장관회의              |      |

## 같이 보기
- 마드리드클럽
- Let's Go - 공식 테마송
- Peace Song - 공식 주제곡